# Хильмар Эдн Хильмарссон
Хильмар Эдн Хильмарссон (исл. Hilmar Örn Hilmarsson; род. 23 апреля 1958, Рейкьявик) — исландский композитор и музыкант, один из руководителей исландского варианта неоязычества (асатру).

## Биография
Хильмар пишет музыку в основном для кинофильмов. Композитор является лауреатом ряда международных музыкальных премий, среди которых и European Film Awards за 1991 год (за музыку к исландскому фильму «Дети природы»). За музыку к фильму «Беовульф и Грендель» Хильмар был в 2007 году номинирован на престижную канадскую кинопремию «Джини».
Композитор сочиняет и записывает также музыкальные альбомы с такими рок-группами, как «Current 93», «Psychic TV» и «Sigur Ros». В 1993 году у Хильмара выходит совместный альбом с вокалистом исландской группы «The Sugarcubes» Эйнаром Эдном Бенедиктссоном.
С 2003 года Хильмар является одним из Высших Смотрителей религии асатру, официально зарегистрированного в Исландии древнегерманско-неоязыческого культа.

## Фильмография (избранное)
- Конец радуги (1983)
- Белые киты (1985)
- Дети природы (1991)
- Дни кино (1994)
- Антон (1995)
- Пан (1995)
- Холодная горячка (1995)
- Дьяволовы острова (1996)
- Прощай, синяя птица (1999)
- Ангелы Вселенной (2000)
- В ударе (2003)
- Беовульф и Грендель (2005).